# Ivan cel Groaznic și fiul său
Ivan cel Groaznic și fiul său Ivan la 16 noiembrie 1581, cunoscut și ca Ivan cel Groaznic ucide fiul (în rusă Иван Грозный и сын его Иван 16 ноября 1581 года) este un tablou mare pictat în ulei pe pânză în perioada anilor 1883–1885, de pictorul și sculptorul realist rus Ilia Repin.
Pictura descrie un episod din viața țarului Ivan cel Groaznic, atunci când, într-un acces de furie, i-a aplicat o lovitură fatală fiului său, țareviciul Ivan. Imaginea prezintă groaza, chinul și remușcările pe fața țarului și blândețe și împăcare pe fața prințului muribund, care cu lacrimi în ochi îl iartă pe tatăl lui, înnebunit de durere. Pictura se află în colecția Galeriei Tretiakov din Moscova. 